# Олександр Калашников
Олександр Калашников (? — 1920) — анархо-махновець, командир 1-го Донецького корпусу РПАУ.

## Біографія
Олександр Калашников народився наприкінці дев'ятнадцятого століття у місті Баку, Російській імперії.
Проживав у Гуляйполі. Калашников — секретар групи гуляйпольських анархістів «Союзу бідних хліборобів» у 1917—1918 рр. У 1917 році з групою анархістів Олексій організував сільськогосподарську комуну в маєтку Классена .

## Військова діяльність
У лютому 1919 р. Калашников був призначений командиром 7-го полку  . 15 березня полк Калашникова зайняв Бердянськ  . У Бердянську Калашникову доручили заарештувати всіх, хто співпрацював з білогвардійцями. Потім Олександр разом зі своїм полком попрямував на Маріуполь  . На початку червня в полку Калашнікова вже налічувалося 7000 махновців  . У серпні комісар бойової ділянки Кочергін розпорядився заарештувати Калашникова. 19 серпня махновці повстали проти червоних у Новому Бузі та захопили штаб Кочергіна, його з дружиною хотіли розстріляти, але Олександр за них заступився і фактично їх врятував . 30 серпня на станції Помічний Олександр з боєм взяв два бронепоїзди з кількома ешелонами червоноармійців, які відступали з Одеси .
1 вересня у Добровелечківці відбулися збори повстанців. Олександра обрали у Реввійськраду РПАУ. Цього ж дня Калашникова призначили командиром новоствореного 1-го Донецького корпусу  ж. Штарм РПАУ поставив завдання перед Калашниковим зайняти Катеринослав, але він не виконав завдання, а рушив на Кривий Ріг і зайняв його. У Верблюжках було виділено Херсонську групу, яка мала загорнути його на Катеринослав  . 1 жовтня була створена комісія для розслідування причин невиконання наказу Калашниковим, цього ж дня вона була розпущена, а Белаш обмежився винесенням у наказі суворої догани  . У середині жовтня штарм ще очікував, що Калашніков попрямує на Катеринослав, але цього так і не сталося, 10 жовтня він прибув до Запоріжжя, де пояснив свої дії.
«Що ж ви відібрали у мене кінноту, вихопили маневрові загони (Казанський, Ващенко, Уралов) — з чим я міг йти на Катеринослав??» 
У листопаді Калашнікова призначили начальником оборони Запоріжжя  .
29 травня 1920 року махновці зайняли Олександрівку, в якій обрали новий склад Реввійськради. Калашніков був обраний начальником оперативного відділу СРПУ  ж. До початку активних бойових дій частин РПАУ з червоними частинами на чолі всіх повстанських загонів стояв СРПУ, до якого з літа входив Олександр.